# جان جی. کمنی
جان جورج کمنی (مجاری: Kemény János György؛ ۳۱ مهٔ ۱۹۲۶ – ۲۶ دسامبر ۱۹۹۲) یک یهودی مجاری-آمریکایی ریاضی‌دان، دانشمند رایانه و معلم بود که بیشتر برای همکاری‌اش با توماس یوجین کورتز در ایجاد زبان برنامه‌نویسی بیسیک در سال ۱۹۶۴ شناخته می‌شود. کمنی بین سال‌های ۱۹۷۰ الی ۱۹۸۱، ۱۳امین رئیس کالج دارتموث بود و تدریس به کمک رایانه را در آنجا مرسوم کرد. وی کمیسیون تحقیقات بر روی حادثه تری مایل آیلند سال ۱۹۷۹ را رهبری می‌کرد.

## زندگی‌نامه
وی در بوداپست، مجارستان به دنیا آمد و به مدرسهٔ ابتدایی خصوصی راک رفت که با ناندور بالازس همکلاسی بود. در سال ۱۹۳۸ پدرش به تنهایی به آمریکا رفت اما در سال ۱۹۴۰ با تصویب شدن دومین قانون ضدیهودیت در مجارستان، تمام خانواده به آمریکا آمدند. هر چند پدربزرگش از فرار امتناء کرد و به همراه عمو و عمهٔ جان، در هولوکاست کشته شد. خانوادهٔ کمنی در نیویورک مستقر شدند و جان را به دبیرستان جورج واشینگتن فرستادند که وی با بالاترین نمرات بعد سه سال از آنجا فارغ‌التحصیل شد. در سال ۱۹۴۳، کمنی وارد دانشگاه پرینستون شد و در رشته‌های ریاضیات و فلسفه مشغول شد، هر چند یکسال مرخصی گرفت تا بر روی پروژه منهتن در آزمایشگاه ملی لاس آلاموس کار کند. در آنجا رئیس وی ریچارد فاینمن بود و با جان فون نویمان همکار شد. بعد از برگشتن به پرینستون، مدرک کارشناسی‌اش را در سال ۱۹۴۷ دریافت کرد و تحت نظر آلونزو چرچ برای دکترا آماده شد. او بعد از فارغ‌التحصیلی‌اش، به عنوان دستیار ریاضیات آلبرت اینشتین مشغول به کار شد. کمنی در سال ۱۹۴۹ با پایان‌نامه‌ای با عنوان "نظریه نوع‌ها دربرابر نظریه مجموعه‌ها" موفق به دریافت دکترا شد.

## کار
کمنی در سال ۱۹۵۳ عضو دپارتمان ریاضیات دارتموث شد و بعد از سه سال به ریاست آن مصوب گشت و تا سال ۱۹۶۷ در این مقام باقی‌ماند. کمنی و کورتز بودند که استفاده از رایانه را برای مردم معمولی ممکن کردند. بعد از آزمایش‌هایی با ال‌جی‌پی-۳۰، آن‌ها زبان برنامه‌نویسی بیسیک (در سال ۱۹۶۴) و اولین سیستم اشتراک زمانی، سیستم اشتراک زمانی دارتموث (دی‌تی‌اس‌اس)، را ایجاد کردند.
جان کمنی از سال ۱۹۷۰ الی ۱۹۸۱ رئیس کالج دارتموث بود و به تدریس به دانشجوها و همچنین تحقیق و چاپ مقالات ادامه داد. در زمان ریاست او، دارتموث فعالترین کالج در جذب و نگه‌داری دانشجوهای اقلیتی شد و بومی‌های آمریکایی را بورسیه کرد. نهایتاً در سال ۱۹۸۲، به معلمی تمام وقت روی آورد.
در سال ۱۹۸۳، کورتز و کمنی شرکتی به نام «ترو بیسیک» را پایگذاری کردند تا بتوانند ترو بیسیک، به‌روزرسانی شدهٔ زبان بیسیک، را در بازار ارائه کنند.

## مرگ
جان کمنی در ۶۶ سالگی به دلیل نارسایی قلبی در لبنان، نیوهمپشایر در ۲۶ دسامبر ۱۹۹۲ درگذشت. وی در اتنا، در نزدیکی پردیس داتموث زندگی می‌کرد.